# 14080 Heppenheim
14080 Heppenheim eller 1997 GB är en asteroid i huvudbältet som upptäcktes den 1 april 1997 av Starkenburg-observatoriet. Den är uppkallad efter den tyska staden Heppenheim.